# Leah Halton
Leah Halton (* 6. Januar 2001 in Docklands, Victoria) ist eine australische Influencerin, Model und Make-Up-Artistin, die vor allem durch ihren Tik-Tok-Account @looooooooch bekannt ist, wo sie mehr als 14 Millionen Follower durch ihre Make-Up-Tutorials, Lip-Sync-Inhalte und mehr gewonnen hat. Haltons Lip-Sync des Hits Praise Jah In The Moonlight von YG Marley wurde zu einem der viralsten Tik-Tok-Videos aller Zeiten und hat derzeit fast 800 Millionen Aufrufe, womit es nach dem bisher meistgesehenen Tik-Tok-Video der Influencerin Bella Poarch mit 821 Millionen Aufrufen auf dem zweiten Platz steht.

## Leben und Karriere
Leah Halton wurde 2001 in Docklands, Victoria geboren. Ihr erstes Instagram-Bild stammt aus dem November 2014 und hat die Aufschrift „Talk Is Cheap“.

### Karriere
Halton hat auf verschiedenen Plattformen, darunter Instagram, TikTok, YouTube und Snapchat eine große Fangemeinde. Dort teilt sie häufig Einblicke in ihren Alltag, ihre Modewahl und ihre Make-up-Routine.
Im Februar 2024 gelang ihr der Durchbruch in den sozialen Medien, als sie einem TikTok-Trend zu YG Marleys Praise Jah In The Moonlight folgte. Das Video beginnt mit Haltons Gesicht aus der Nähe der Kamera, dann tritt sie zurück, um lippensynchron zu singen.
In zwei Monaten hatte das Video bereits fast 800 Millionen Aufrufe erreicht, womit es nur knapp den Weltrekord von Bella Poarchs meistgesehenem TikTok-Video mit 821 Millionen unterbot.
Nach der Veröffentlichung dieses viralen Videos verzeichnete Leah Halton einen massiven Anstieg ihrer Follower auf all ihren Plattformen und konnte ihre Zuschauerbasis um Millionen erweitern.
Dadurch ist ihre Dominanz in den sozialen Medien deutlich erkennbar: Sie belegt Platz 1 bei TikTok Australien und Platz 1 in der australischen Beauty-Branche. Dieser Erfolg ist auf ihre regelmäßigen Veröffentlichungen und die anhaltende Popularität ihres viralen Videos zurückzuführen, das immer mehr Aufrufe erhält und ihre Reichweite weiter ausbaut.
Halton hat auf Instagram ca. 3,5 Millionen Follower, auf YouTube ca. 2,13 Millionen Follower und auf TikTok ca. 14,7 Millionen Follower. Ihre Likes auf TikTok liegen bei 518 Millionen. Über ihre Followeranzahl auf Snapchat sind keine genauen Angaben bekannt. (Stand: Juni 2025)
Außerdem hat sie einen Podcast namens Sleepover Party, in dem sie über Freundschaft, Beziehungen und andere Themen für junge Erwachsene spricht.

### Privatleben
Leah Halton hat zwei Hunde namens Shiloh und Pablo und eine Katze mit dem Namen Prada, die auch manchmal auf ihren Social-Media-Plattformen zu sehen ist. 2021 begann sie eine Beziehung mit Adrian, aber sie trennten sich später.